# ENSZ Egyetem
Az ENSZ Egyetem (Egyesült Nemzetek Szervezetének Egyeteme; angolul: United Nations University) az ENSZ kutatással és posztgraduális képzéssel foglalkozó globális szervezete. Székhelye Tokió, Japán. U Thant ENSZ-főtitkár 1969-es javaslatára az Egyetemet 1973-ban alapították. Tényleges egyetemi tevékenységét 1975-től végez.

## Küldetése
Más egyetemekkel és kutatóközpontokkal együttműködve, valamint oktatás útján hozzájárulni az ENSZ-t, annak népeit és tagállamait foglalkoztató, az emberi túlélést, fejlődést és jólétet érintő, sürgető problémák megoldásához.

## Tevékenysége
Az ENSZ Egyetem által végzett tevékenység az alábbi öt tematikus csoport köré szerveződik:
- Béke, biztonság és emberi jogok
- Fejlesztő kormányzás
- Népesség és egészség
- Világméretű változások és fenntartható fejlődés
- Tudomány, technológia, társadalom.[2]